# Filipič
Filipič je 137. najbolj pogost priimek v Sloveniji, ki ga je po podatkih Statističnega urada Republike Slovenije na dan 31. decembra 2007 uporabljalo 1.116 oseb.

## Znani noilci priimka
- Alojz(ij) Filipič (1888—1963), duhovnik, domoznanec, ljubiteljski botanik (Filipičev herbarij - Vipava)
- Alojz Filipič (1914—2006), gospodarstvenik
- Alojz Filipič (*1943), enolog
- Ana Marija Filipič Dolničar, logopedinja
- Andrej Filipič (1780—1836), šolnik, prvi ravnatelj goriškega bogoslovnega semenišča
- Andrej Filipič (*1983), zborovodja (inž. strojništva)
- Barbara Filipič Borovnik, humnistična knjigarnarka
- Bogdan Filipič, športni informatik
- Cene Filipič, fizik
- Drago Filipič (1943—2008), ekonomist, strok.za finance, univ. prof.
- Ferdo Filipič, kulturni delavec/organizator v Mariboru
- France Filipič (1919—2009), pesnik, zgodovinar in publicist
- Grega Filipič (*1976), kolesar, fizik?
- Hanzi Filipič (*1968), zgodovinar, publicist, založnik
- Janez Filipič (1922—2000), duhovnik in publicist
- Janez Filipič - Gašper, pohorski partizan
- Karel Filipič, arhitekt
- Klara Filipič (*1988), pesnica
- Lojze Filipič (1921—1975), dramaturg, kritik, esejist, publicist
- Lud(o)vik Filipič (1850—1911), odvetnik in narodni delavec
- Mare Filipič, frizer mednarodnega slovesa
- Mateja Filipič (?—2024), krajinska arhitektka
- Metka Filipič (*1954), biologinja, toksikologinja, genetičarka, prof. FFA
- Neja Filipič (1995), atletinja
- Nejc Filipič (*1990), atlet
- Neli K. Filipič(-ć) (*1964), mladinska pisateljica
- Polona Filipič Gorenšek (*1972), arhitektka, urbanistka, prof. FA
- Vladimir Filipič, arhitekt